# Функционална процена
Функционална процена је систематска процедура и критеријум који се користи у социјалној заштити и здравству како би се одредио капацитет клијента да обезбеди сопствену бригу и благостање. Евалуира се клијентова способност да обавља свакодневне послове.